# 斉秉節
斉 秉節（さい へいせつ、1230年 - 1291年）は、最初期のモンゴル帝国に仕えた漢人の一人。字は子度。浜州蒲台県の出身。

## 概要
斉節の父の斉珪は金朝の混乱期に自立して軍閥を築いた厳実に仕えた武将で、帰徳・廬州の攻略に功績を挙げたことで征行千戸の地位を授けられた人物であった。中統3年（1262年）、李璮が叛乱を起こすと各地の漢人世侯に叛乱討伐が命じられ、斉珪の駐屯する棗陽も精鋭が出征して1000余りの兵が残るのみとなった。しかしこの地は南宋の襄陽・郢州に近い最前線であり、偵察に訪れる南宋兵を欺くために斉珪は守りを固め、東門の壕を飛び越えられないように広げさせた。
南宋の将軍の聶都統らは1万余りの兵を率いて棗陽を東門から攻め、板をわたして壕を乗り越えようとしたが、事前の工事によって広げられた壕には板を渡せず、斉珪は南宋軍を撃退することに成功した。この功績により金符を授けられたが、至元3年（1266年）には老齢を理由に引退し息子の斉秉節に地位を譲った。
斉秉節は史書によく目を通し兵法にも通じた人物であった。至元5年（1268年）、南宋との戦いに備え白河口堡鹿門山に新城を築き、郢州・大洪山・黄仙洞を攻略する功績を挙げた。至元7年（1270年）、権万戸の地位に昇格となり、至元11年（1274年）にはバヤンの軍団に属して郢州に至り、武磯堡を攻撃して閻都統を捕虜とする功績を挙げた。
至元12年（1275年）、賈似道ら率いる南宋最後の大軍を丁家洲の戦いで破り、建康に駐屯することを命じられていた斉秉節は南宋の将軍の趙淮を西離山で破り、溧陽まで追撃する功績を挙げている。同年8月には武義将軍の地位に移り、12月には太平・安慶諸郡の平定に加わって南宋の将軍の張諮議を崑山の戦いで殺している。至元14年（1277年）、宣武将軍・管軍総管の地位を授かり、黄州で起こった叛乱を平定して余総轄を斬首としている。至元17年（1280年）、明威将軍の地位を授かり、至元23年（1286年）には饒州に移って安仁の賊の蔡福一を討伐した。至元25年（1288年）、更に広威将軍・棗陽万戸府副万戸の地位に移ったが、至元28年（1291年）に62歳にして亡くなった。